# Brelen
Brelen ist ein Ortsteil der Stadt Hemer. Der Ort gehörte bis zur Eingemeindung am 1. Januar 1975 noch zur eigenständigen Gemeinde Becke. Die Ortschaft geht auf eine mittelalterliche Burganlage zurück und liegt im Nordosten der Stadt auf einer Höhe von 230 m ü. NHN, nahe der Grenze zu Menden.
In einer Urkunde des Klosters Grafschaft im Jahr 1072 wurde die Burg Brelen unter dem Namen Bredenol gemeinsam mit den Hemeraner Höfen Haus Hemer und Hedhof erstmals erwähnt. Auch die Bezeichnung Pretinholo ist aus dieser Zeit überliefert. Vermutlich seit dem 16. Jahrhundert gehörten die Ländereien in Brelen, die vormals Eigentum des Klosters Grafschaft waren, der Gutsfamilie der Edelburg. Eine Eisensteingrube in Brelen versorgte Einwohner der Becke und anderer umliegender Dörfer Mitte des 19. Jahrhunderts mit Arbeitsplätzen.